# (6107) Osterbrock
(6107) Osterbrock es un asteroide que forma parte del cinturón interior de asteroides, región del sistema solar que se encuentra entre las órbitas de Marte y Júpiter, más concretamente al grupo de Hungaria, descubierto el 14 de enero de 1948 por Carl Alvar Wirtanen desde el Observatorio Lick, California, Estados Unidos.

## Designación y nombre
Designado provisionalmente como 1948 AF. Fue nombrado Osterbrock en homenaje a Donald E. Osterbrock, profesor de astronomía y astrofísica en la Universidad de Wisconsin-Madison (1958-1973) y en la Universidad de California en Santa Cruz y el Observatorio UCO/Lick (1972-1992) y director del Observatorio Lick (1973-1981). Su investigación abarca nebulosas gaseosas, materia interestelar, estructura galáctica y cuásares y núcleos activos de galaxias, y es autor de una serie histórica sobre la vida y el trabajo de varios astrónomos que desempeñaron papeles vitales en el progreso de la astronomía estadounidense. También ejerció como presidente de la Sociedad Astronómica Americana durante 1987-1989. Es miembro de la Academia Nacional de Ciencias y de la Academia Nacional de Artes y Ciencias.

## Características orbitales
Osterbrock está situado a una distancia media del Sol de 1,865 ua, pudiendo alejarse hasta 2,019 ua y acercarse hasta 1,711 ua. Su excentricidad es 0,082 y la inclinación orbital 26,22 grados. Emplea 930,678 días en completar una órbita alrededor del Sol.

## Características físicas
La magnitud absoluta de Osterbrock es 14,3. Tiene 4,363 km de diámetro y su albedo se estima en 0,211. 